# Eric H. Olson
Erik H. Olson, född 29 november 1907 i Malmö, död 3 maj 1995 i Malmö, var en svensk målare och skulptör, känd för sina så kallade optochromier.

## Biografi
Erik H. Olson var en autodidakt bildkonstnär och debuterade 1946 i Stockholm med landskapsmålningar. Han hör till det fåtal svenska konstnärer som är internationellt bekanta och kan betraktas som en av våra mest framstående konstruktivister. 
Han började måla traditionella landskap, men efter en resa till Paris 1937 blev han en av pionjärerna inom det nonfigurativa måleriet. 1944 gifte han sig med Inger Ekdahl. Efter hennes utbildning vid Grünewalds målarskola 1944–1946 (och en period vid Otte Skölds målarskola) reste de tillsammans till Zürich 1947 och tillbringade de närmsta åren i norra Italien, och ställde ut i Verona. I början av 1950-talet reste de till Paris och ställde ut på salongen Réalitées Novelles. Paret bodde i Stockholm fram till 1977, då de flyttade till Malmö. 
Mot slutet av 1940-talet urvecklade Olson ett plangeometriskt måleri i anslutning till samtida internationella strömningar. Detta ledde till intresse för konst i offentliga rum och han arbetade med flera offentliga uppdrag i samarbete med arkitekter.  
Sedan 1960-talet arbetade han med ”optochromier”, ett slags nyskapande skulpturer av skivor av glas och plexiglas, som genom ljusets brytning och infällda tunna folier resulterar i varierande färgmönster alltefter åskådarens position och ljusets infallsvinkel, en teknik, som han 1958 fick patent på.
I mitten av 1950-talet började Olson arbeta med reliefer och använde olika material t.ex. metall, svartmålat trä och plexiglas. Han började också studera saker i mikroskop och fotograferade t. ex. kristaller och strukturer hos fågelfjädrar. Vid dessa studier kom han i kontakt med ljusets polarisation och insåg dess möjlighet som konstnärligt uttrycksmedel.
Erik H. Olson och Inger Ekdahl är begravda på Sankt Pauli södra kyrkogård i Malmö.

## Representation
Olsons konst finns representerad på Moderna museet, Stockholms stadsmuseum, Gävle museum, Norrköpings konstmuseum, Örebro läns museum, Kalmar konstmuseum, Örebro läns landsting  samt på Museum of Modern Art i New York  och Tate Gallery i London.